# São Raimundo EC (PA)
Der São Raimundo Esporte Clube, in der Regel nur kurz São Raimundo genannt, ist ein Fußballverein aus Santarém im brasilianischen Bundesstaat Pará.

## Erfolge
- Série D: 2009

## Stadion

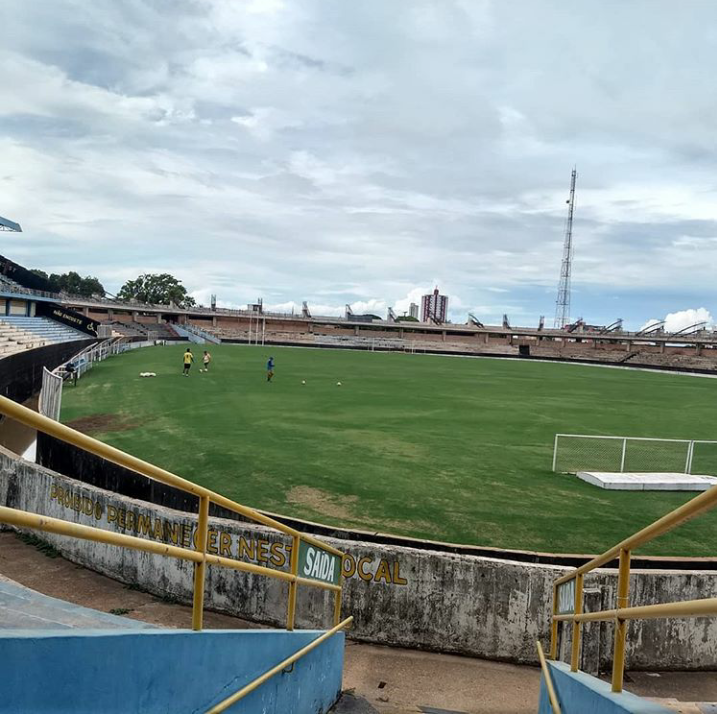
Estádio Municipal Colosso do Tapajós

Der Verein trägt seine Heimspiele im Estádio Municipal Colosso do Tapajós, auch unter dem Namen Colosso do Tapajós bekannt, in Santarém aus. Das Stadion hat ein Fassungsvermögen von 19.524 Personen.